# Elsa-Brändström-Gymnasium (München)
Das Elsa-Brändström-Gymnasium ist ein sprachliches Gymnasium und ein naturwissenschaftlich-technologisches Gymnasium in München. Namensgeberin der Schule ist die schwedische Krankenschwester und Philanthropin Elsa Brändström.

## Lage
Das Elsa-Brändström-Gymnasium liegt in einer Seitenstraße der Landsberger Straße (B2) im Münchner Westen in Pasing.

## Geschichte
1908 gründete Berta Hamer mit Unterstützung des 1907 ins Leben gerufenen Evangelischen Mädchenschulvereins die erste private Höhere Töchterschule Pasings, deren Klassenräume in der Gaststätte Steinerbad untergebracht waren. Die Bildungsinstitution musste mehrmals umziehen, bis sie in das neu erbaute Schulhaus in der Oselstraße 21 (seinerzeit Richard-Wagner-Straße) einziehen konnte. 1920 übernahm die aus dem Baltikum vertriebene Lehrerin Martha von Grot die Schulleitung. Sie baute die Bildungsinstitution zu einer Reformschule aus, unterstützt von dem Reformpädagogen Georg Kerschensteiner. Dieser widmete am Abend seines Lebens noch Martha Grot und ihren Mitarbeiterinnen sein Werk ‘Autorität und Freiheit als Bildungsgrundsätze’ (Gebsattel 1949, S. 19).
Bei der sog. Grotschule handelte es sich um eine private konfessionell gebundene Höhere Mädchenschule, die ab 1924 Mädchenlyzeum genannt wurde. Die dortige Erziehung war von christlichen Werten, Liberalität, Toleranz und dem reformpädagogischen Konzept des erziehenden Unterrichts geprägt. Marie Freiin von Gebsattel, seinerzeit Regierungsrätin im Bayerischen Staatsministerium für Unterricht und Kultus, konstatierte über die Schule des erziehenden Unterrichts, dessen pädagogisches Konzept von weiteren Höheren Mädchenschulen (in Augsburg und Nürnberg) übernommen wurde:
Als was stellt die Schule des erziehenden Unterrichts sich nun dar? 1. Als Werkgemeinschaft zur Erarbeitung von Wissensstoffen und Arbeitswegen und zugleich als Werkgemeinschaft zur Erziehung der Schüler; 2. als Lebensgemeinschaft in gegenseitigem Dienst und gegenseitiger Verantwortung; 3. als Christusgemeinschaft, d. h. als organische Gemeinschaft im Sinne des Pauluswortes: Glieder eines Leibes, dessen Haupt Christus ist. (Gebsattel 1949, S. 21)
Mit Ablauf des Schuljahres 1927 folgte Martha von Grot einem Ruf nach Neuwied am Rhein, wo sie die Zinzendorfschule übernahm. Das Pasinger Mädchenlyzeum wurde in ihrem Sinne weitergeführt, zum Teil durch einige ihrer ehemaligen Schülerinnen.
Schülerinnen und Lehrerinnen mussten Anfechtungen durch das nationalsozialistische Regime über sich ergehen lassen. 1941 wurde die Bildungsinstitution von der Stadt München übernommen.
1951 wurden die drei Höheren Mädchenschulen Pasings in einem einzigen Gymnasium zusammengefasst. Diese neue Schule litt darunter, dass sie in drei weit auseinanderliegenden Gebäuden untergebracht war. 1958 konnten die drei Mädchengymnasien in das Realgymnasium für Mädchen am heutigen Standort an der Ebenböckstr. 1 integriert werden. 1960 wurde die Schule nach Elsa Brändström benannt. Erst in den 1980er Jahren wurde die Bildungsinstitution von einer reinen Mädchenschule zu einer Einrichtung für beide Geschlechter.
Die ehemalige Grotschule befand sich in dem Gebäude, das heute die Grundschule an der Oselstraße beherbergt, wo nur noch wenige Klassen in dem alten Schulgebäude unterrichtet werden.

## Sprachenfolge
Die Schüler beginnen in der fünften Jahrgangsstufe mit Englisch, in der sechsten Jahrgangsstufe können sie zwischen Französisch oder Latein wählen. Wenn sie sich für den sprachlichen Zweig entscheiden, erlernen sie ab der achten Jahrgangsstufe Spanisch.

## Ehemalige Schülerinnen und Schüler
- Gertraud Burkert (* 1940), Kommunalpolitikerin (SPD)
- Gisela Forster (* 1946), Vagantenbischöfin
- Inka-Gabriela Schmidt (* 1959), Schriftstellerin
- Florian David Fitz (* 1974), Schauspieler
- Minh-Khai Phan-Thi (* 1974), Schauspielerin, Moderatorin
- Christian Schiffer (* 1979), Journalist
- Bela Bach (* 1990), Politikerin (SPD) und Juristin